# Côc Côc
Côc Cc (anteriormente conocido como Cô Rom+) es un navegador desarrollado por Côc Côc Technology Company Limited para el mercado vietnamita. Está basado en la plataforma de código abierto Chromium, una plataforma de seguridad ampliamente utilizada por otros navegadores web populares como Google Chrome, Edge y Opera. Côc Côc incorpora su propio motor de búsqueda.
En 2020, este navegador contaba con más de 25 millones de usuarios.

## Descripción general
Las características, calidad y estabilidad de Côc Côc son similares a las de Google Chrome, ya que utiliza el mismo núcleo, la plataforma de código abierto Chromium, lo cual ha sido confirmado por medios de comunicación como Dan Tri, VnExpress, GenK  y la comunidad tecnológica.
Côc Côc incorpora diversas características adicionales, como la capacidad de añadir automáticamente acentos y corregir errores ortográficos al escribir texto, mejorar la velocidad de descarga de archivos, buscar y descargar archivos de audio y vídeo desde sitios de entretenimiento multimedia, ofrecer navegación web ilimitada mediante la resolución de nombres de dominio, y un diccionario integrado inglés-vietnamita.
El sitio de reseñas de productos tecnológicos VnReview comentó: "Las adiciones son muy prácticas y están diseñadas para satisfacer las necesidades del pueblo vietnamita, lo que agrega un mayor valor a Côc Côc".

## Historia
- La primera versión del navegador Côc Côc fue lanzada el 14 de diciembre de 2012 bajo el nombre "Co Rom+" (adaptado de la pronunciación en inglés: /kroʊm/ de "Chrome"). Esta versión presentaba una interfaz similar a la de Google Chrome y ofrecía dos características distintivas: la capacidad de descargar archivos a alta velocidad y la descarga de archivos de audio/vídeo desde sitios web de entretenimiento multimedia.
- La versión oficial del navegador se lanzó cinco meses después, el 14 de mayo de 2013.[8]
- Actualmente cuenta con versiones disponibles para los sistemas operativos Windows y OS X.
- Según fuentes oficiales de Côc Côc, cada día se realizan 80,000 instalaciones del navegador.
- Después de tan solo 2 meses desde su lanzamiento oficial, el número de usuarios de Côc Côc superó a Opera[9] en Vietnam.
- En septiembre y diciembre de 2013, el número de usuarios superó al navegador Safari.[10]
- En febrero de 2014, se ubicó entre los tres navegadores más populares en Vietnam, según los datos de StatCounter, con una cuota de mercado del 10,94%. [11]
- El 2 de abril de 2014, Cô Rom+ cambió oficialmente su nombre a  Côc Côc y presentó un nuevo logotipo. Esta decisión tenía como objetivo unificar la marca entre los principales productos de la empresa, que incluían el navegador Côc Côc, el motor de búsqueda Côc Côc y la aplicación de mapas Maps..[12]
- En septiembre de 2014, superó a Mozila Firefox, convirtiéndose en el segundo navegador más grande de Vietnam [13]
- En junio de 2020, Côc Côc on Mobile se convirtió en el cuarto navegador con el mayor número de usuarios en el mercado vietnamita, con 11,7 millones de instalaciones, siendo superado únicamente por Safari, Chrome y Samsung Internet Browser.

## Característica

### Agregar diacríticos automáticamente
Cuando los usuarios escriben un texto sin acentos, Côc Côc proporcionará sugerencias en vietnamita con los acentos correspondientes de manera muy precisa, gracias al sistema de análisis inteligente que se encuentra en los servidores de Côc Côc. Dado que esta función se instala únicamente para los cuadros de entrada normales, los usuarios no tienen que preocuparse por ningún riesgo de filtración de sus contraseñas.
El equipo de desarrollo de Côc Côc espera que la solución de signos diacríticos automáticos ayude a los usuarios vietnamitas a acelerar significativamente las tareas cotidianas que realizan a través del navegador, como redactar correos electrónicos, chatear, escribir artículos en blogs, participar en foros y redes sociales, entre otros. Según los cálculos del equipo de desarrollo, esta función tiene el potencial de aumentar la velocidad de escritura de texto hasta en un 50% para usuarios normales (que no son capaces de escribir con los 10 dedos) y en un 20% para usuarios avanzados.

### Ir a Facebook
Para garantizar un acceso estable a Facebook, Coc Coc está equipado con un mecanismo especial de reserva de resolución de nombres de dominio que permite el procesamiento automático del sistema de resolución de nombres de dominio (DNS). Esto ayuda a superar obstáculos comunes en el acceso a sitios web, que a menudo se presentan en otros navegadores. Gracias a esta característica, los usuarios de Coc Coc pueden disfrutar de experiencias de navegación web sin restricciones, similar a cuando utilizan navegadores convencionales con complementos de software como Hotspot Shield o Ultrasurf.

### Descargar función multimedia
Coc Coc cuenta con la capacidad de capturar enlaces automáticamente, lo que permite a los usuarios descargar archivos de audio y video mientras escuchan música o ven películas en sitios web de entretenimiento multimedia. Para sitios que ofrecen múltiples formatos, como YouTube, los usuarios pueden elegir la opción de descargar en calidad Full HD o HD, FLV, 3G, entre otros. Además, ofrece la conveniencia de descargar álbumes de música completos al instante. Aquellos usuarios que descargan con frecuencia también tienen la opción de descargar rápidamente con un solo clic.

#### Descargar rápido
Coc Coc permite a los usuarios descargar archivos de manera más rápida al integrar una solución de descarga de archivos multiproceso, similar a la que se encuentra en el software de velocidad de descarga de datos popular, IDM (Internet Download Manager). Con la capacidad de utilizar 8 transmisiones paralelas, la velocidad de descarga de archivos en Coc Coc puede ser hasta 8 veces más rápida que la velocidad de descarga normal. Esta es una de las mejoras destacadas de Coc Coc desde el lanzamiento de su primera versión. No obstante, es importante mencionar que la velocidad real de descarga dependerá de la velocidad de conexión y de las limitaciones de ancho de banda del servidor de alojamiento de archivos.

#### Descargar Torrentes
Para mejorar el soporte en vietnamita, cuando los usuarios editan cualquier texto en el navegador, Coc Coc detectará automáticamente los errores ortográficos, los subrayará en rojo y sugerirá la forma correcta de escritura, con una precisión del 94%. Los usuarios pueden realizar sus propias ediciones o hacer doble clic en la palabra incorrecta para que el navegador corrija automáticamente el error. Las pruebas indican que de cada 100 casos de revisión de errores ortográficos en vietnamita, Coc Coc proporciona resultados de corrección equivalentes o mejores que Google Chrome en 97 casos. Según las estimaciones del equipo de desarrollo, esta función ayuda a los usuarios a ahorrar entre 4 y 10 días al año en tiempo de escritura y edición de texto.

### buscar en el diccionario
Cuando un usuario hace doble clic con el botón izquierdo del ratón en una palabra en inglés o en un carácter chino, aparecerá un pequeño cuadro de información que proporciona la ayuda para buscar rápidamente el significado, la pronunciación (en el caso del inglés), la transcripción y la escritura (en el caso de los caracteres chinos). Realizar la misma operación en precios de moneda extranjera desplegará un cuadro que muestra la conversión de la moneda extranjera al Dong de Vietnam y a algunas otras monedas extranjeras.

### Función de filtrado de anuncios en Coc Coc
A diario, te expones a miles de anuncios en línea. Entre ellos, puedes encontrar anuncios no relacionados, anuncios potencialmente riesgosos, como ventas falsas o estafas, y anuncios fraudulentos, como promesas de ganancias en monedas virtuales o predicciones de resultados de lotería. Además, hay anuncios que contienen códigos maliciosos y a menudo se encuentran en lugares "peligrosos" donde es fácil hacer clic en ellos por error. Por este motivo, la función de filtrado de anuncios se encuentra habilitada de forma predeterminada en Coc Coc, con el propósito de ayudarte a minimizar los riesgos mencionados.
Esta característica permite que el navegador muestre menos anuncios molestos, como los que cubren el contenido del sitio web o ventanas emergentes, así como anuncios de video que se activan automáticamente con el sonido silenciado. Sin embargo, es importante tener en cuenta que la mayoría de los sitios web que ofrecen contenido gratuito mantienen sus operaciones y generan sus ingresos principales a través de la publicidad. Por lo tanto, la función de filtrado de anuncios aún permite mostrar anuncios "aceptables" que no molestan ni interfieren con el contenido que se está viendo. Esto proporciona una solución equilibrada entre la experiencia del usuario y los ingresos necesarios para los creadores de sitios web.
Desde junio de 2020, Coc Coc ha integrado la tecnología de Adblock Plus para mejorar la función de filtrado de anuncios en el navegador. Adblock Plus es una herramienta que filtra anuncios, bloquea malware y desactiva elementos de seguimiento.

### Tor
Esta característica aún se encuentra actualmente en fase de prueba. Modo incógnito con Tor para mejorar la seguridad y privacidad del usuario. 
Esta característica todavía se encuentra en fase de prueba. Ofrece un modo incógnito con Tor para mejorar la seguridad y la privacidad del usuario.

## enlaces externos
- Techinasia: CocCoc Releases Co Rom And Enters the Browser Wars in Vietnam
- VnReview: Trình duyệt Cờ Rôm+ hỗ trợ 'chuyển ngữ' tiếng Việt không dấu
- Dân trí: Cốc Cốc ra mắt trình duyệt Internet riêng cho Việt Nam

- Datos: Q14822068
- Multimedia: Cốc Cốc / Q14822068